# Eura Mobil
Eura Mobil ist ein Reisemobil- und ehemaliger Caravan-Hersteller mit Sitz in Sprendlingen im Landkreis Mainz-Bingen, Rheinland-Pfalz. Das Unternehmen gehört seit 2005 zum französischen Reisemobilunternehmen Trigano.

## Geschichte

### Gründung und Ausrichtung
Im Jahr 1959 wurde die Blessing KG gegründet und die Produktion von Wohnwagen bzw. Caravans aufgenommen. 1969 wurde die Meier KG sowie deren Firmenname übernommen, der Vertrieb erfolgte allerdings unter dem Markennamen Eura Caravan. 1983 begann das Unternehmen zum ersten Mal auch Reisemobile herzustellen, gleichzeitig erfolgte die Umbenennung in Eura Mobil GmbH. Ab 1996 fertigte Eura Mobil vollintegrierte Reisemobile, ab 1997 teilintegrierte Reisemobile. Nachdem sich das Unternehmen bis dahin hauptsächlich mit der Vermietung von Reisemobilen beschäftigt hatte, änderte es in den 1990ern die Geschäftsstrategie und 1998 machte der Bereich Vermietung nur noch ein Drittel des Geschäfts aus. Zur gleichen Zeit lag die Exportrate bei 27 %, besonders in die Absatzmärkte Frankreich, Schweiz und Belgien. Produktionszahlen und Umsatz stiegen in diesen Jahren an, zwischen 1996 und 1999 verzeichnete Eura Mobil einen Anstieg der Stückzahl von 800 auf 1500 und einen Umsatz, der sich von 47 Mio. DM auf fast 100 Mio. DM steigerte.

### Expansion im In- und Ausland
1999 wurde die Tochtergesellschaft EMS GmbH für geführte Reisemobiltouren (Eura Mobil Tours) und Serviceleistungen mit der Eura Mobil Card gegründet. Im Jahr 2000 wurde in Sprendlingen eine zusätzliche Montagehalle mit 10.000 m² Produktionsfläche gebaut und in Betrieb genommen. Im selben Jahr übernahm Eura Mobil die Markenrechte von Karmann-Mobil, womit sich das Wohnmobil-Angebot um Fahrzeuge auf Basis der  VW-Transporter T4 und LT erweiterte.
2001 übernahm Eura Mobil die Firma Alpha & Car, die individuelle Wohnmobile im Hochpreissegment herstellt. Der Produktionsstandort in Pfaffen-Schwabenheim wurde ebenfalls übernommen. 2001 begann der Bau einer neuen Fertigungshalle für Karmann-Mobil, welche 2002 fertig gestellt wurde. 2002 fand auch die Eröffnung des Reisemobilforums in Sprendlingen, eines Kommunikations- und Informationszentrums für Reisemobilisten als Werbe- und Verkaufsplattform, statt. Dieses wurde im Rahmen eines Projektes errichtet, das gemeinsam mit einem regionalen Touristikunternehmen den Wohnmobiltourismus in der Nahregion stärken und unterstützen sollte.
Der Exportanteil des Unternehmens steigerte sich bis 2004 auf 40 %. Dabei stieg die Stückzahl auf 2400 Reisemobile und der Umsatz lag bei 87 Mio. Euro. 2004 stellte das Werk der Alpha Reisemobile GmbH in Pfaffen-Schwabenheim die Produktion ein.

### Übernahme durch Trigano und Neuausrichtung
Zum 1. Februar 2005 wurde Eura Mobil durch den Reisemobilkonzern Trigano übernommen, der seinen Stammsitz in Frankreich hat und europaweit vertreten ist. Die bisherigen Eigentümer der Eura Mobil, die Familie Immler aus München, zog sich mit dem Verkauf aus dem Geschäft zurück.
2008 entstand durch Anstieg der Diesel-Preise und neuen Fahrverbotszonen in deutschen Innenstädten ein Überangebot an Reisemobilen. Eura Mobil musste deshalb rund 80 Stellen abbauen, indem Leiharbeitsverhältnisse beendet und befristete Arbeitsverträge nicht verlängert wurden. Auch die Produktion wurde verringert.
Im folgenden Jahr konnte Eura Mobil durch Umstellung neuer Modelle die Produktion und den Umsatz wieder steigern. Nachdem Eura Mobil sich zuletzt auf Alkovenmobile spezialisiert hatte, erweiterte das Unternehmen das Sortiment an Teilintegrierten Reisemobilen.  Seit 2012 wurden unter der Marke Karmann-Mobil zunehmend Kastenwagen in Italien und Frankreich hergestellt und schließlich die Produktion von Alkovenmodellen beendet. 2013 führte Eura Mobil unter der Marke Forster, die in Italien produziert wird, auch Niedrigpreis-Mobile ein, die sich vor allem an Einsteiger richten.

### Jüngere Entwicklungen
Das Reisemobilforum in Sprendlingen wurde im Jahr 2014 durch Brandstiftung vollständig zerstört. Ab 2018 wurde eine neue, auf 3000 m² vergrößerte Ausstellungshalle gebaut, die im Jahr 2020 eröffnet wurde.
Ab 2015 wurden auch drei Marken der Trigano über den Standort Sprendlingen vertrieben. 2017/2018 stieg die Absatzzahl am Sprendlinger Standort auf 5400 Fahrzeuge bei einem Umsatz von rund 150 Mio. Euro. Während der Corona-Pandemie 2020 gab es zeitweise Lieferengpässe und die Produktion musste für 2 Monate eingestellt werden. Durch das veränderte Urlaubsverhalten aufgrund der Schließung von Hotels und weniger Flugtourismus, stieg jedoch das Interesse an Reisemobilen, und die Produktion konnte wieder gesteigert werden. 2021 wurde unter der Hauptmarke Eura Mobil ein Campervan im Hochpreissegment eingeführt. Aufgrund der gesteigerten Nachfrage und der Lieferengpässen von Fiat Chassis führte Eura Mobil 2022 weitere Reisemobile auf Basis eines Mercedes-Chassis ein. Im Geschäftsjahr 2022 produzierte Eura Mobil 1800 Fahrzeuge am Standort in Sprendlingen.

## Unternehmensstruktur
Geschäftsführer der Eura Mobil GmbH sind Holger Siebert und Jörg Wilhelm. Mit 421 Mitarbeitern erzielte das Unternehmen im Jahr 2020/21 215,6 Mio. Euro Umsatz.
Eura Mobil gehört zur französischen Trigano-Gruppe und hat seinen Hauptsitz seit seiner Firmengründung in Sprendlingen. Die beiden Firmen EMS GmbH und European Motorhomes GmbH sind 100%ige Tochtergesellschaften von Eura Mobil.
Ebenfalls in Sprendlingen befindet sich das 3000 Quadratmeter große „Reisemobil Forum“ als Ausstellungshalle mit Kundendienstcenter. Dort werden nicht nur die Eigenmarken Eura Mobil, Karmann-Mobil und Forster ausgestellt, sondern auch die Marken Benimar, Challenger, Mobilvetta, Panama und Roller Team des französischen Mutterkonzerns Trigano.

## Produkte
Eura Mobil führt in seiner Produktpalette drei verschiedene Eigenmarken: Eura Mobil, Karmann-Mobil und Forster. Die Trigano-Gruppe, der Eura Mobil angehört, vertreibt außerdem die Marken Benimar, Challenger, Panama, Mobilvetta und Roller Team über den Standort Sprendlingen. Die Fahrzeuge am Standort Sprendlingen werden hauptsächlich auf Mercedes- und Fiat-Basis gebaut.
Die Kernmarke des Unternehmens stellt dabei die Marke Eura Mobil dar. Diese macht hauptsächlich die Gruppe der teilintegrierten Wohnmobile Profila T, Profila RS und Contura aus. Weiterhin stellt Eura Mobil nach wie vor das Alkovenmodell Activa One her, und importiert Campervans. Außerdem bietet Eura Mobil auch vollintegrierte Wohnmobile in den Baureihen Integra und Integra Line an.
Bei der auf Vans und Kastenwagen spezialisierten Marke Karmann-Mobil werden die Duncan-, Davis- und Dexter-Baureihen vertrieben, die auf dem Fiat Ducato und Ford Fahrzeugen basieren. Unter der Marke Forster werden Alkoven Wohnmobile, Teilintegrierte und Integrierte und Vans angeboten, basierend auf verschiedenen Fahrzeugen wie dem Fiat Ducato, dem Ford Transit und dem Citroën Jumper.
Ehemalige Modelle von Eura Mobil sind der Kastenwagen Quixta, die Alkoven-Modelle Sport, Profila A, Activa Style und Terrestra A, sowie die teilintegrierten Modelle Profila One und Terrestra T und die vollintegrierten Modelle Integra Style und Integra Line LS.
Im Jahr 2024 präsentierte Eura Mobil erstmals ein geländegängiges Wohnmobil. Der Eura Mobil Xtura 686 EF basiert auf einem Mercedes-Benz Sprinter 4x4 und soll somit auch Fahrten abseits der Straßen ermöglichen. Der Teilintegrierte Camper mit Allradantrieb kostet mindestens 144.900 Euro (Stand 02.2024).

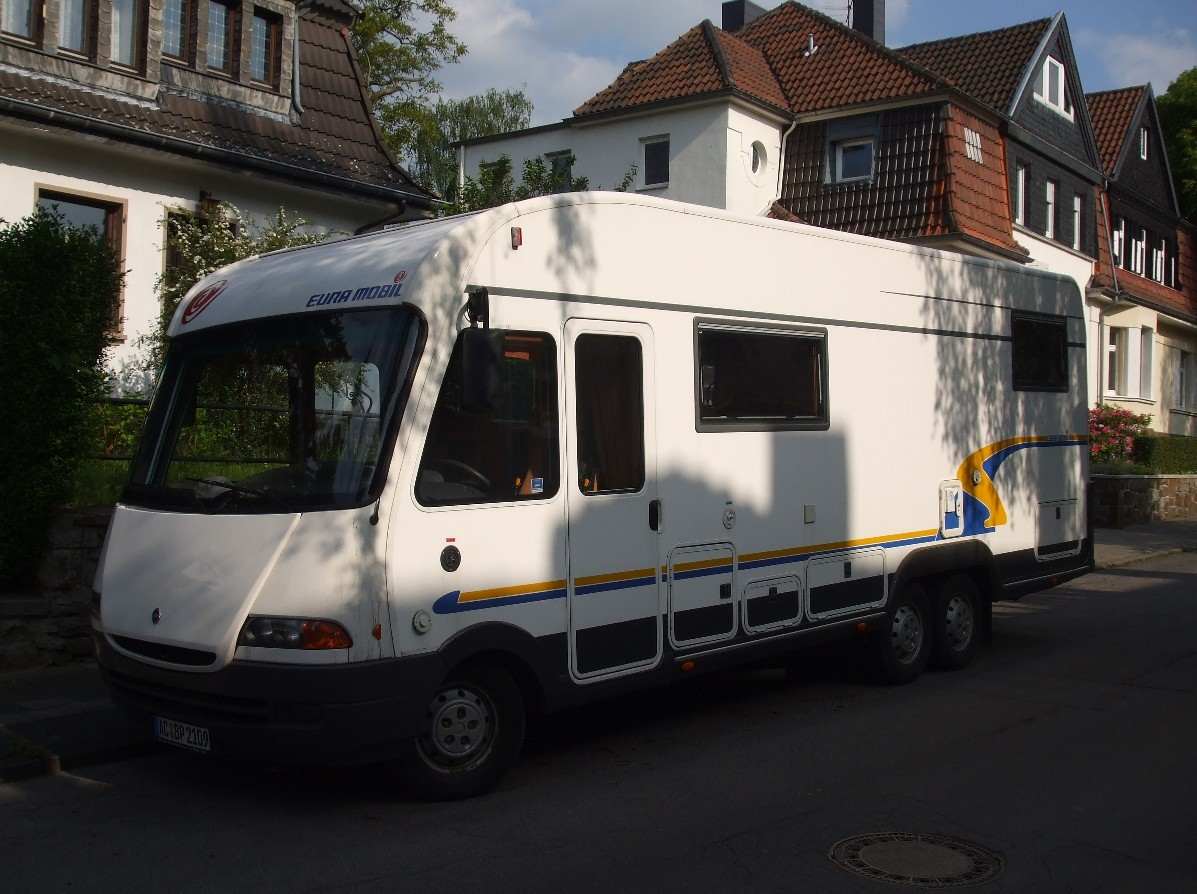
Modell Integra 690 HB

## Auszeichnungen
- 2004: Designpreis beim Caravan Salon in Düsseldorf für das Modell Colorado[46]
- 2006: Designpreis beim Caravan Salon in Düsseldorf für die Baureihe Terrestra[46]
- 2008: DCC-Sicherheitspreis für die Baureihe Terrestra[47]
- 2018: 1. Platz der Auszeichnung „Reisemobile des Jahres“ der Zeitschrift promobil für das Reisemobil Terrestra A[48]
- 2019: 2. Platz der Auszeichnung „Reisemobile des Jahres“ der Zeitschrift promobil für das Reisemobil Activa One[49]
- 2019: 2. Platz der Auszeichnung „Reisemobile des Jahres“ der Zeitschrift promobil für das Reisemobil Profila T[50]
- 2019: 3. Platz der Auszeichnung „Reisemobile des Jahres“ der Zeitschrift promobil für das Reisemobil Integra[51]
- 2021: Gewinner des European Innovation Award in der Kategorie „Gesamtkonzept Reisemobil“ für das Reisemobil Contura[52]